# أملودية جميلة
أملودية جميلة (الاسم العلمي:Rhipsalis pulchra) هي نوع من النباتات تتبع جنس الأملودية من الفصيلة الصبارية.